# Đại Nghĩa (xã)
Đại Nghĩa là một xã thuộc huyện Đại Lộc, tỉnh Quảng Nam, Việt Nam.
Xã Đại Nghĩa có diện tích 31,27 km², dân số năm 2019 là 11.069 người, mật độ dân số đạt 354 người/km².